# ما پیروز خواهیم شد

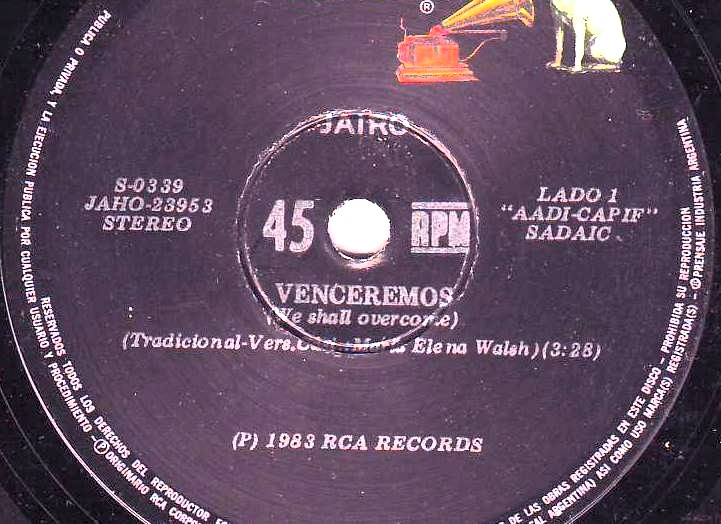
صفحهٔ گرامافون این ترانه با صدای خواننده آرژانتینی خائیرو در سال ۱۹۸۳

«ما پیروز خواهیم شد» (اسپانیایی: Venceremos‎؛ ‏تلفظ [ben.seɾˈe.mos]) سرود «اتحاد خلق» بود، یک فراکسیون سیاسی چپ‌گرا که سالوادور آلنده سوسیالیست را به ریاست جمهوری شیلی در سال ۱۹۷۰ رساند.
شعر این ترانه را «کلادیو ایتورا» نوشت و موسیقی‌اش را سرخیو اورتگا ساخت. این تک‌آهنگ را در آغاز گروه‌های موسیقی اینتی-ایلیمانی و کیلاپایون بر سر زبان‌ها انداختند. نسخه دوم ترانه برای مبارزات انتخاباتی ریاست جمهوری ۱۹۷۰ توسط ویکتور خارا بر روی همان موسیقی اورتگا نوشته شد.
این ترانه نمونه‌ای از جنبش ترانه‌سرایی نوین در موسیقی اعتراضی شیلی است که در دهه‌های پیش از این وقایع سیاسی در حال افزایش بود. این تک‌آهنگ نشان‌دهنده اثرگذاری و فشار فضای سیاسی بر روی این جنبش موسیقی در استفاده از آن به عنوان ابزار تبلیغاتی برای «اتحاد خلق» است. پس از موفقیت این ترانه، سالوادور آلنده در اظهارنظری مشهور گفت «بدون ترانه هیچ انقلابی به وقوع نخواهد پیوست».